# 水洛镇
水洛镇，是中华人民共和国甘肃省平凉市庄浪县下辖的一个乡镇级行政单位。

## 行政区划
水洛镇下辖以下地区：
东街社区、西街社区、北城社区、东关村、西关村、李庄村、李碾村、徐碾村、文湾村、中川村、贺庄村、何马村、新兴村、新光村、柳咀村、陈洞村、胡沟村、郭堡村、二李村、吊沟村和崖王村。